# Кубок України з футболу серед жінок 2025—2026
Кубок України з футболу серед жінок 2025—2026 — 32-й розіграш кубка України серед жінок.
На участь в турнірі було заявлено 25 команд: 10 представники вищої ліги та 15 представники першої ліги. Така кількість команд-учасниць є рекордною з моменту заснування змагань у 1992 році.
Кубок України серед жінок 2025—2026 розпочинався з попередніх трьох відбірних етапів серед команд нижчої ліги.
На стадії четвертого етапу братимуть участь дві команди, що пройшли всі попередні відбірні етапи, та шість команд із вищої ліги, що посіли 5—10 місця за підсумками останнього сезону («Шахтар», «Ладомир», «Кривбас», «Полісся», «Пантери» та «ЕМС-Поділля»).
Переможці сформованих чотирьох пар потраплять до чвертьфіналу разом із найкращими чотирма колективами вищої ліги сезону-2024/2025 («Ворскла», «Металіст 1925», «Колос» та «Сістерс»).

## Розклад раундів
| Стадія          | Раунд          | Кількість матчів | Кількість команд | Дата матчів       |
| --------------- | -------------- | ---------------- | ---------------- | ----------------- |
| Попередні етапи | Перший етап    | 7                | 14 → 7           | 16-20 серпня 2025 |
| Попередні етапи | Другий етап    | 4                | 8 → 4            | 23 серпня 2025    |
| Попередні етапи | Третій етап    | 2                | 4 → 2            | 2 вересня 2025    |
| Попередні етапи | Четвертий етап | 4                | 8 → 4            | 14 вересня 2025   |
| Фінальна стадія | Чвертьфінали   | 4                | 8 → 4            | 18 листопада 2025 |
| Фінальна стадія | Півфінали      | 2                | 4 → 2            | 2026              |
| Фінальна стадія | Фінал          | 1                | 2 → 1            | 2026              |

## Учасники
| Команда                | Населений пункт  | Старт                    |
| ---------------------- | ---------------- | ------------------------ |
| «Атекс»                | Київ             | Перший попередній етап   |
| Володимирський ліцей   | Володимир        | Перший попередній етап   |
| ДЮСШ № 1               | Хмельницький     | Перший попередній етап   |
| ДЮСШ «Поділ»           | Київ             | Перший попередній етап   |
| Житомирський ліцей     | Житомир          | Перший попередній етап   |
| «Лідер»                | Кобеляки         | Перший попередній етап   |
| «Маріуполь»            | Маріуполь        | Перший попередній етап   |
| «Минай»                | с. Минай         | Перший попередній етап   |
| «Надбужжя»             | Буськ            | Перший попередній етап   |
| «Погорина»             | Костопіль        | Перший попередній етап   |
| «Прикарпаття-ДЮСШ № 3» | Івано-Франківськ | Перший попередній етап   |
| «Рух»                  | Львів            | Перший попередній етап   |
| «Юність»               | Чернігів         | Перший попередній етап   |
| «Янтарочка»            | Новояворівськ    | Перший попередній етап   |
| «Жайвір»               | Шпола            | Другий попередній етап   |
| «ЕМС-Поділля»          | Вінниця          | Четвертий попередій етап |
| «Ладомир»              | Володимир        | Четвертий попередій етап |
| «Пантери»              | Умань            | Четвертий попередій етап |
| «Полісся»              | Житомир          | Четвертий попередій етап |
| «Кривбас»              | Кривий Ріг       | Четвертий попередій етап |
| «Шахтар»               | Донецьк          | Четвертий попередій етап |
| «Ворскла»              | Полтава          | Чвертьфінал              |
| «Металіст 1925»        | Харків           | Чвертьфінал              |
| «Колос»                | Ковалівка        | Чвертьфінал              |
| «Сістерс»              | Одеса            | Чвертьфінал              |

## Матчі

### Перший попередній етап
| Команда 1          | Рахунок           | Команда 2              |
| ------------------ | ----------------- | ---------------------- |
| «Атекс»            | 1:1 (пен. 3:5)    | «Маріуполь»            |
| «Погорина»         | 2:0               | ДЮСШ № 1               |
| «Рух»              | 1:1 (пен. 4:5)    | «Прикарпаття-ДЮСШ № 3» |
| «Надбужжя»         | 1:2               | Володимирський ліцей   |
| Житомирський ліцей | 0:2               | ДЮСШ «Поділ»           |
| «Лідер»            | +:- (тех.поразка) | «Юність»               |
| «Янтарочка»        | -:+ (тех.поразка) | «Минай»                |

### Другий попередній етап
| Команда 1   | Рахунок | Команда 2              |
| ----------- | ------- | ---------------------- |
| «Маріуполь» | :       | ДЮСШ «Поділ»           |
| «Погорина»  | :       | Володимирський ліцей   |
| «Минай»     | :       | «Прикарпаття-ДЮСШ № 3» |
| «Жайвір»    | :       | «Лідер»                |